# Taiwan Rugby League
Ne doit pas être confondu avec Championnat de Taipei chinois de rugby à XV.
La Taiwan Rugby League (en chinois traditionnel : 臺灣企業橄欖球聯賽 ; pinyin : Táiwān qǐyè gǎnlǎnqiú liánsài) est une compétition annuelle mettant en prise des équipes semi-professionnelles de rugby à XV de Taïwan, sur le modèle d'une ligue corporative.

## Histoire
En l'absence d'un nombre important de clubs seniors jusqu'en 2022, les compétitions nationales taïwanaises sont peu structurées. Des compétitions, principalement déclinées en plusieurs catégories scolaires, ont lieu historiquement sous le nom de championnat national de rugby (全國橄欖球錦標賽). Le 18 juillet 2022, la Fédération annonce le lancement d'une ligue corporative au statut semi-professionnel à compter de l'automne, sous le nom de Taiwan Rugby League (en chinois traditionnel : 臺企橄聯 ; pinyin : Tái qǐ gǎn lián, la forme courte de 臺灣企業橄欖球聯賽),,. Le développement du rugby taïwanais est déjà financé depuis déjà plusieurs années par Du Yuan-kun (杜元坤), directeur de l'hôpital E-da (zh) ; ce dernier est par ailleurs à l'origine d'un des nouveaux clubs de la compétition, le Taipei Yuan-kun. Sept clubs semi-professionnels, généralement sponsorisés par une entreprise donnant leur nom à l'équipe, prennent ainsi part à la saison inaugurale.

## Équipes

### Clubs de l'édition 2023
| Équipe                                                       | Ville          | Depuis |
| ------------------------------------------------------------ | -------------- | ------ |
| Hai Yang Ocean Feed (長大海洋飼料, Zhǎngdà hǎiyáng sìliào)   | Kaohsiung      | 2022   |
| Tainan Kaier (台南楷爾, Táinán kǎiěr)                        | Tainan         | 2022   |
| Taipei Yuan-kun (台北元坤, Táiběi yuán kūn)                  | Taipei         | 2022   |
| New Taipei Lei Xu Lions (新北雷旭猛獅, Xīnběi léixù měngshī) | Nouveau Taipei | 2023   |

### Anciens participants
| Équipe                                                                 | Ville    | Début et fin |
| ---------------------------------------------------------------------- | -------- | ------------ |
| Oriact (元又興業, Yuányòuxìngyè)                                       | —        | 2022 – 2022  |
| Taiwan Sports Lei Xu Tyrannosaurus (台體雷旭暴龍, Táitǐ léixù bàolóng) | Taichung | 2022 – 2022  |
| Takeshi Omura Giants (大村武巨人, Dàcūn wǔ jùrén)                      | Taipei   | 2022 – 2022  |
| Taoyuan Gorilla (桃園金剛, Táoyuán jīngāng)                            | Taoyuan  | 2022 – 2022  |

## Palmarès
| Édition | Saison | Vainqueur       | Score   | Finaliste           |
| ------- | ------ | --------------- | ------- | ------------------- |
| 1re     | 2022   | Taipei Yuan-kun | 34 - 30 | Hai Yang Ocean Feed |
| 2e      | 2023   | Taipei Yuan-kun | 24 - 21 | Hai Yang Ocean Feed |